# 2007-es lesothói parlamenti választás
2007. február 17-én Lesothóban parlamenti választásokat tartottak. Eredetileg májusra tervezték a szavazást, s az időpont előrehozása elégedetlenséget váltott ki az ellenzék körében, mert szerintük Pakalitha Mosisili csak azért csinálta ezt, hogy megállítsa a pártjától, a Lesothói Demokráciáért Kongresszustól történő eltávolodást. Többek között a Minden Basotho Szövetsége vett el választókat.
80 választókerületi, és 40 arányosításos hely került kiosztásra a választásokon. A szavazást a Dél-Afrikai Fejlesztési Közösség és az amerikai Nemzeti Demokrácia Intézet felügyeli.
A választási bizottság február 20-án este bejelentette, hogy az LCD a 80 területi helyből 61-et megszerzett. Az ABC 17 helyhez jutott. Egy választókerületben nem hirdettek eredményt, ahol az egyik jelölt meghalt. A Kongresszusi Pártok Szövetsége egy választókörzetben szerzett helyet. A Nemzeti Függetlenségi Párt, mely az LCD szövetségese, 21 képviselőt küldhet az arányosítási helyekre, s ugyanide a Lesothói Munkáspárt, az ABC támogatója 10 embert küldhet. Az ABC vezére, Tom Thabane a választást szabadnak, de nem fairnek minősítette.

## Eredmény
| Pártok                                                                          | Mandátum | +/- |
| ------------------------------------------------------------------------------- | -------- | --- |
| Lesothói Demokráciáért Kongresszus (LCD)                                        | 61       | –16 |
| Nemzeti Függetlenségi Párt (NIP)                                                | 21       | +16 |
| Minden Basotho Szövetsége (ABC)                                                 | 17       | +17 |
| Lesothói Munkáspárt (LWP)                                                       | 10       | +9  |
| Kongresszusi Pártok Szövetsége (ACP), és Basutoföld Kongresszusi Párt (BCP)     | 3        | –8  |
| Basothói Nemzeti Párt (BNP)                                                     | 3        | –18 |
| Basotho Demokratikus Nemzeti Párt (BDNP)                                        | 1        | +1  |
| Basotho Batho Demokratikus Párt (BBDP)                                          | 1        | +1  |
| Népi Demokrácia Front (PFD)                                                     | 1        | ±0  |
| Marematlou Szabadság Párt (MFP)                                                 | 1        | ±0  |
| Makhaleng választókerületi szavazás elhalasztva az ACP jelöltjének halála miatt | 1        |     |
| Total                                                                           | 120      |     |